# بابلو سانشيز (لاعب كرة قدم)
بابلو سانشيز (بالإسبانية: Pablo Sánchez Alberto)‏ مواليد 24 يناير 1983 في قادس، هو لاعب كرة قدم إسباني يلعب مع نادي أديلايد يونايتد لكرة القدم كمهاجم.

## مرحلة الشباب

### أندية لعب لها
- نادي قادش

## المسيرة الاحترافية

### أندية لعب لها
- نادي قادش
- نادي لاس بالماس
- ريكرياتيفو
- نادي لوغو
- نادي أديلايد يونايتد لكرة القدم

## روابط خارجية
- بابلو سانشيز على موقع قاعدة بيانات كرة القدم.إي يو (الإنجليزية)
- بابلو سانشيز على موقع Soccerway.com (الإنجليزية)
- بابلو سانشيز على موقع AS.com (الإسبانية)